# Al-Hurr al-Amilí
Muhàmmad ibn al-Hàssan ibn Alí ibn al-Hussayn al-Amilí al-Maixgharí, més conegut pel seu làqab com al-Hurr al-Amilí (1624- vers 1703) fou un xeic (cap i mestre religiós), germà de l'historiador Àhmad al-Amilí (mort en 1708/1709 a Esfahan).
La seva obra principal fou Tafsil wasàïl aix-xia ila ahkam aix-xaria, un recull de hadits (preceptes del profeta Mahoma), de gran erudició.